# São José do Rio Preto
São José do Rio Preto je grad u Brazilu. Nalazi se u saveznoj državi Sao Paulo.

## Stanovništvo
Prema procjeni iz 2007. u gradu je živjelo 402.770 stanovnika.
| 1991.   | 2000.   |
| ------- | ------- |
| 283.761 | 358.523 |

## Vanjske poveznice
- Sluzbena stranica
- UNIRP – Centro Universitário de Rio Preto